# Saulces-Champenoises
Saulces-Champenoises ist eine französische Gemeinde mit 221 Einwohnern (Stand 1. Januar 2022) im Département Ardennes in der Region Grand Est. Sie gehört zum Arrondissement Vouziers und zum Kanton Attigny.

## Bevölkerungsentwicklung
| Jahr                      | 1962 | 1968 | 1975 | 1982 | 1990 | 1999 | 2005 | 2010 | 2016 |
| Einwohner                 | 286  | 255  | 240  | 238  | 230  | 196  | 182  | 206  | 238  |
| Quelle: Cassini und INSEE |      |      |      |      |      |      |      |      |      |

## Sehenswürdigkeiten
- Kirche Saint-Crépin-Saint-Crépinien, erbaut im 12. Jahrhundert, 1892 renoviert, Monument historique seit 1930[1]
- Kriegerdenkmal

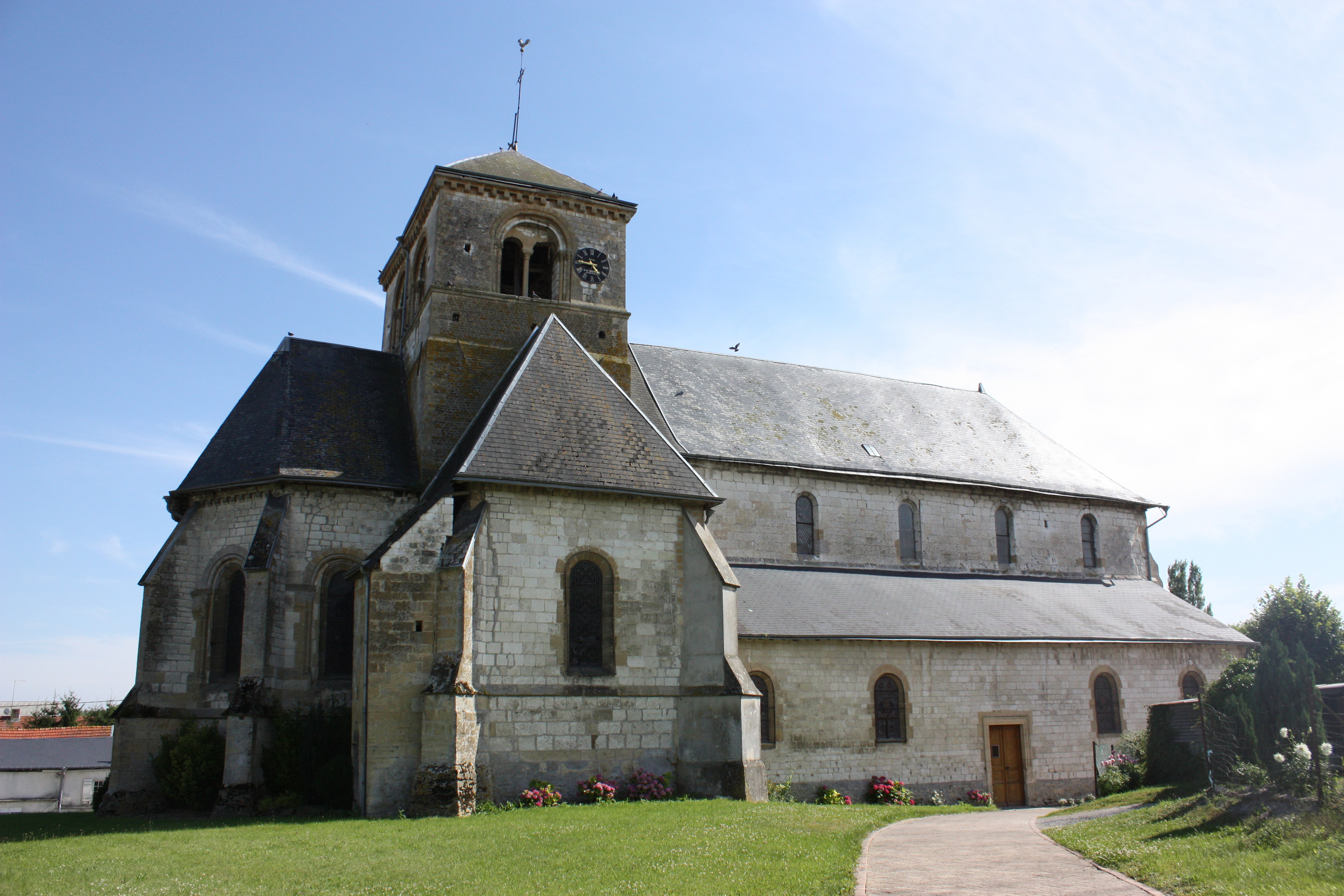
Kirche Saint-Crépin-Saint-Crépinien
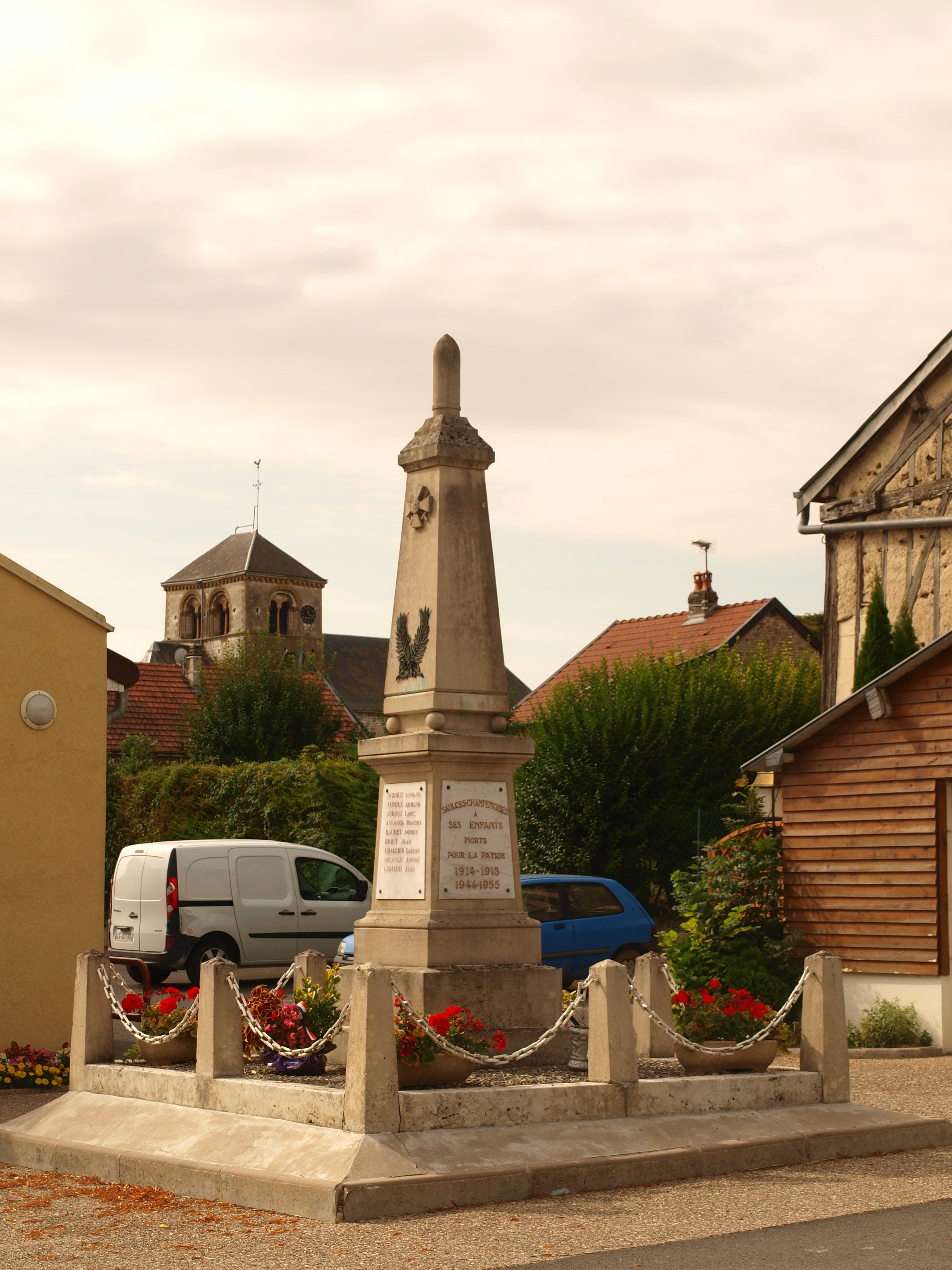
Kriegerdenkmal